# Empoascanara thomasi
Empoascanara thomasi är en insektsart som beskrevs av Irena Dworakowska 1979. Empoascanara thomasi ingår i släktet Empoascanara och familjen dvärgstritar. Inga underarter finns listade i Catalogue of Life.